# Ali Tanrıyar
Ali Tanrıyar (* 14. März 1914 in Eleftheroupoli, Königreich Griechenland; † 25. Mai 2017 in Istanbul, Türkei) war ein türkischer Mediziner, Innenminister der Türkei und Präsident von Galatasaray Istanbul.

## Leben und Karriere
Ali Tanrıyar wurde am 14. März 1914 in der zum damaligen Königreich Griechenland gehörenden Ortschaft Eleftheroupoli, die damals noch den Namen Pravi oder auf Türkisch Pravişte trug, geboren. Im Jahre 1923 emigrierte er mit seiner Familie in den eben erst gegründeten Staat Türkei, wo sich die Familie in Kırkağaç in der Provinz Manisa niederließ. Nach der Grundschulausbildung in Kırkağaç und seiner weiteren schulischen Laufbahn am Galatasaray-Gymnasium kam er an die Universität Istanbul. Noch während seiner Schulzeit schloss sich Tanrıyar im Jahre 1932 Sportverein Galatasaray Istanbul an; vier Jahre später machte er seinen Abschluss vom Galatasaray-Gymnasium. Während seiner Schulzeit kam er in diversen B- und im Laufe der Zeit auch A-Mannschaften des Vereins zum Einsatz, wobei er vor allem als Boxer und Leichtathlet erfolgreich war und in dieser Zeit aufgrund seiner Sportlichkeit den Namen Spor Ali (dt. etwa Sport-Ali) erhielt. Nach dem erfolgreichen Abschluss an Medizinischen Fakultät der Universität Istanbul, machte Tanrıyar seinen Facharzt für Innere Medizin im Taksim İlkyardım Hastanesi. In weiterer Folge stieg er zum Chefarzt und klinischen Leiter auf.
Im Jahre 1983 gründete er zusammen mit 28 anderen Personen die Anavatan Partisi, die türkische Mutterlandspartei und wurde als Mitglied dieser zweimal in die Große Nationalversammlung der Türkei, der er somit von 1983 bis 1991 angehörte, gewählt. Während der Regierungszeit von Turgut Özal, dessen Schwager er war, trat Ali Tanrıyar von 13. Dezember 1983 bis 26. Oktober 1984 über einen Zeitraum von etwas mehr als zehn Monaten als türkischer Innenminister in Erscheinung. Dabei löste er den 1922 geborenen Selahattin Çetiner ab, der dieses Amt seit 21. September 1980 innehatte. Als Innenminister wurde er in weiterer Folge durch den späteren türkischen Ministerpräsidenten Yıldırım Akbulut abgelöst.
Im Jahre 1986 wurde er zum Präsidenten des Istanbuler Sportvereins Galatasaray gewählt und bekleidete dieses Amt von 15. März 1986 bis 17. März 1990. Davor war der ehemalige Basketballspieler und Olympiateilnehmer von 1952 Ali Uras als Präsident des erfolgreichen Sportvereins aktiv. Im Anschluss wurde er durch Alp Yalman, der noch weitere sechs Jahre Präsident war, ersetzt. In seine Amtszeit fallen diverse Titel der verschiedenen Sportabteilungen des Vereins. So unter anderem ein TSYD Kupası, zwei Meisterschaften, zwei Supercups oder der Einzug ins Semifinale des Europapokal der Landesmeister 1988/89, der bis dahin größte internationale Erfolg der Fußballmannschaft, mit der Fußballabteilung von Galatasaray Istanbul. Weiters gewann er jeweils zwei Meisterschaften mit der Herren- und mit der Frauenbasketballmannschaft des Vereins, war dreifacher türkischer Volleyballmeister, vierfacher türkischer Schwimmmeister, vierfacher türkischer Athletikmeister sowie dreifacher türkischer Meister im Rudern. Vor seiner Zeit als Präsident war er nicht nur als Sportler im Verein im Einsatz, sondern war von 1942 bis 1983 über einen Zeitraum von 41 Jahren auch als einer der führenden Vereinsärzte tätig.
Ali Tanrıyar, der verheiratet und Vater eines Kindes war, verstarb am 25. Mai 2017 im Alter von 103 Jahren in seiner Heimatstadt Istanbul. Er hatte noch bis zu seinem Tod diverse Ehrenämter um den Sportklub und das Gymnasium Galatasaray inne.